# Hallgrímskirkja
Hallgrímskirkja er en islandsk kirke.
Kirken er med sit 74 m høje særprægede tårn Reykjavíks vartegn. Fra tårnet er der udsigt over byen og i klart vejr helt til Snæfellsjökull. Kirken er opkaldt efter digteren Hallgrímur Pétursson og tegnet af arkitekten Guðjón Samúelsson, der også har tegnet kirken i Akureyri. Det varede over 40 år, fra 1945 til 1986, inden kirken blev indviet. Foran kirken står en statue af Leif den Lykkelige (970 – 1020).
I 1948 blev kapellet i kælderen under koret indviet. I 1974 var tårnet og en fløj med et nyt kapel færdigbygget og i 1986 kirkeskibet. I december 1992 blev det store koncertorgel, bygget af Johannes Klais Orgelbyggeri i Bonn, indviet.
Kirkens stil forbinder den islandske naturs fjelde, gletsjere, gejsere og de store vidder med arkitekturen. Kirkens lyse indre er i gotisk stil. De dominerende farver er grøn, håbets farve, og violet, der symboliserer fastetiden. Døbefonten er af islandsk basalt og tjekkisk glas, designet af Leifur Breiðfjörð. Gennem vinduerne bag alteret kan man på usædvanlig vis se himmelen og skyerne.
Hallgrímskirkens kor er et af Islands bedste og er internationalt anerkendt.
Der arrangeres koncerter, udstillinger, opførelser og hvert andet år en kirkekunstfestival. Hver sommer afholdes den Internationale Orgelsommerfestival fra midten af juni til midten af august med fire koncerter hver uge.